# Romagny-sous-Rougemont
Romagny-sous-Rougemont és un municipi francès situat al departament del Territori de Belfort i a la regió de Borgonya - Franc Comtat. L'any 2007 tenia 215 habitants.

## Demografia

### Població
El 2007 la població de fet de Romagny-sous-Rougemont era de 215 persones. Hi havia 88 famílies de les quals 20 eren unipersonals (20 dones vivint soles i 20 dones vivint soles), 28 parelles sense fills, 28 parelles amb fills i 12 famílies monoparentals amb fills.
La població ha evolucionat segons el següent gràfic:
Habitants censats

### Habitatges
El 2007 hi havia 94 habitatges, 85 eren l'habitatge principal de la família, 8 eren segones residències i 1 estava desocupat. 86 eren cases i 8 eren apartaments. Dels 85 habitatges principals, 72 estaven ocupats pels seus propietaris, 12 estaven llogats i ocupats pels llogaters i 1 estava cedit a títol gratuït; 2 tenien dues cambres, 6 en tenien tres, 16 en tenien quatre i 61 en tenien cinc o més. 69 habitatges disposaven pel capbaix d'una plaça de pàrquing. A 32 habitatges hi havia un automòbil i a 48 n'hi havia dos o més.

### Piràmide de població
La piràmide de població per edats i sexe el 2009 era:
| Homes | Edats   | Dones |
| ----- | ------- | ----- |
| 0     | 95 o +  | 0     |
| 0     | 90 a 94 | 4     |
| 0     | 85 a 89 | 0     |
| 0     | 80 a 84 | 0     |
| 4     | 75 a 79 | 8     |
| 8     | 70 a 74 | 8     |
| 4     | 65 a 69 | 4     |
| 0     | 60 a 64 | 0     |
| 8     | 55 a 59 | 8     |
| 8     | 50 a 54 | 4     |
| 8     | 45 a 49 | 8     |
| 16    | 40 a 44 | 4     |
| 4     | 35 a 39 | 4     |
| 4     | 30 a 34 | 12    |
| 0     | 25 a 29 | 4     |
| 24    | 20 a 24 | 8     |
| 12    | 15 a 19 | 0     |
| 0     | 10 a 14 | 8     |
| 8     | 5 a 9   | 4     |
| 4     | 0 a 4   | 4     |

## Economia
El 2007 la població en edat de treballar era de 143 persones, 112 eren actives i 31 eren inactives. De les 112 persones actives 106 estaven ocupades (58 homes i 48 dones) i 6 estaven aturades (2 homes i 4 dones). De les 31 persones inactives 11 estaven jubilades, 13 estaven estudiant i 7 estaven classificades com a «altres inactius».

### Ingressos
El 2009 a Romagny-sous-Rougemont hi havia 85 unitats fiscals que integraven 229 persones, la mediana anual d'ingressos fiscals per persona era de 22.048 €.

### Activitats econòmiques
Dels 9 establiments que hi havia el 2007, 3 eren d'empreses de construcció, 2 d'empreses de comerç i reparació d'automòbils, 1 d'una empresa de serveis i 3 d'entitats de l'administració pública.
Els 2 serveis als particulars que hi havia el 2009 eren lampisteries.

## Equipaments sanitaris i escolars
El 2009 hi havia una escola elemental integrada dins d'un grup escolar amb les comunes properes formant una escola dispersa.

## Poblacions més properes
El següent diagrama mostra les poblacions més properes.